# Tri-joodbenzeen
Tri-joodbenzeen is een organische verbinding met als brutoformule C6H3I3. De stof is opgebouwd uit een benzeenring met 3 jodiumatomen. Er bestaan 3 isomeren:
- 1,2,3-tri-joodbenzeen
- 1,2,4-tri-joodbenzeen
- 1,3,5-tri-joodbenzeen

Structuurformule van 1,2,3-tri-joodbenzeen
Structuurformule van 1,2,4-tri-joodbenzeen
Structuurformule van 1,3,5-tri-joodbenzeen

Trifluorbenzeen · Trichloorbenzeen · Tribroombenzeen · Tri-joodbenzeen